# Lega dipartimentale di Apurímac
La lega dipartimentale di Apurímac è una delle 25 leghe dipartimentali della Copa Perú, che costituiscono la quinta divisione del campionato peruviano di calcio. È organizzata dalla FPF, la federazione calcistica peruviana.

## Storia
La Lega Departamentale di Apurímac è stata fondata il 28 aprile 1955.

## Albo d'oro
| Anno | Campione                      | Città          |
| ---- | ----------------------------- | -------------- |
| 1966 | Atl. Libertad                 | Abancay        |
| 1967 | Miguel Grau                   | Abancay        |
| 1968 | Dep. Bancario                 | Abancay        |
| 1969 | Dep. Bancario                 | Abancay        |
| 1970 | Miguel Grau                   | Abancay        |
| 1971 | Dep. Bancario                 | Abancay        |
| 1972 | Miguel Grau                   | Abancay        |
| 1973 | Miguel Grau                   | Abancay        |
| 1974 | Escuela Normal Mixta La Salle | Abancay        |
| 1975 | Dep. Municipal                | Andahuaylas    |
| 1976 | Antonio Ocampo                | Curahuasi      |
| 1977 | Miguel Grau                   | Abancay        |
| 1978 | Miguel Grau                   | Abancay        |
| 1979 | Miguel Grau                   | Abancay        |
| 1980 | Miguel Grau                   | Abancay        |
| 1981 | Dep. Educación (D.E.A.)       | Abancay        |
| 1982 | Dep. Educación (D.E.A.)       | Abancay        |
| 1983 | Dep. Educación (D.E.A.)       | Abancay        |
| 1984 | Mariano Melgar                | San Jerónimo   |
| 1985 | Mariano Melgar                | San Jerónimo   |
| 1986 | Mariano Melgar                | San Jerónimo   |
| 1987 | Miguel Grau                   | Abancay        |
| 1988 | Miguel Grau                   | Abancay        |
| 1989 | Miguel Grau                   | Abancay        |
| 1990 | Dep. La Victoria              | Abancay        |
| 1991 | Dep. Municipal de Grau        | Chuquibambilla |
| 1992 | Alianza Talavera              | Talavera       |
| 1993 | Mariano Melgar                | San Jerónimo   |
| 1994 | Dep. Educación (D.E.A.)       | Abancay        |

| Anno | Campione                    | Città        |
| ---- | --------------------------- | ------------ |
| 1995 | Dep. Municipal              | Pacucha      |
| 1996 | Gigantes del Cenepa         | Andahuaylas  |
| 1997 | Los Chankas                 | Andahuaylas  |
| 1998 | Unión Grauína (**)          | Abancay      |
| 1999 | Dep. Educación (D.E.A.)     | Abancay      |
| 2000 | Kola Real                   | Andahuaylas  |
| 2001 | Dep. Educación (D.E.A.)     | Abancay      |
| 2002 | Dep. Educación (D.E.A.)     | Abancay      |
| 2003 | Dep. Educación (D.E.A.)     | Abancay      |
| 2004 | José María Arguedas         | Andahuaylas  |
| 2005 | José María Arguedas         | Andahuaylas  |
| 2006 | Dep. Educación (D.E.A.)     | Abancay      |
| 2007 | José María Arguedas         | Andahuaylas  |
| 2008 | Sport Municipal             | San Jerónimo |
| 2009 | José María Arguedas         | Andahuaylas  |
| 2010 | José María Arguedas         | Andahuaylas  |
| 2011 | Cultural Santa Rosa PNP (*) | Talavera     |
| 2012 | Apurímac Club               | Abancay      |
| 2013 | Cultural Santa Rosa PNP (*) | Talavera     |
| 2014 | Miguel Grau                 | Abancay      |
| 2015 | Sport Municipal             | San Jerónimo |
| 2016 | José María Arguedas         | Andahuaylas  |
| 2017 | José María Arguedas         | Andahuaylas  |
| 2018 | FC Retamoso                 | Abancay      |
| 2019 | Miguel Grau                 | Abancay      |
| 2022 | Dep. La Victoria            | Abancay      |
| 2023 | Miguel Grau                 | Abancay      |
| 2024 |                             |              |

- Cultural Sta.Rosa PNP cambia de nombre a Dep. Los Chankas
- (**) Miguel Grau cambio de nombre solo el año 1998 a Unión Grauína

### Titoli per club
| Squadre                                 | Titoli |
| --------------------------------------- | ------ |
| Miguel Grau                             | 15     |
| Dep. Educación (D.E.A.)                 | 10     |
| José María Arguedas (Andahuaylas)       | 7      |
| Dep. Bancario                           | 3      |
| Mariano Melgar (San Jerónimo)           | 3      |
| Dep. Los Chankas (*)                    | 2      |
| Sport Municipal (San Jerónimo)          | 2      |
| Dep. La Victoria                        | 2      |
| Atl. Libertad                           | 1      |
| Escuela Normal Mixta La Salle           | 1      |
| Dep. Municipal (Andahuaylas)            | 1      |
| Antonio Ocampo (Curahuasi)              | 1      |
| Dep. Municipal de Grau (Chuquibambilla) | 1      |
| Alianza Talavera                        | 1      |
| Dep. Municipal (Pacucha)                | 1      |
| Gigantes del Cenepa (Andahuaylas)       | 1      |
| Los Chankas (Andahuaylas)               | 1      |
| Kola Real (Andahuaylas)                 | 1      |
| Apurímac Club (Abancay)                 | 1      |
| FC Retamoso (Abancay)                   | 1      |